# Ingeborg de Dinamarca (reina de França)
Ingeborg de Dinamarca (1175 - Corbeil 1236), princesa de Dinamarca i reina consort de França (1193-1223).
Nasqué el 1175, filla de Sofia de Minsk i de son espòs Valdemar I de Dinamarca. Fou germana dels reis Canut VI i Valdermar II. Es casà el 14 d'agost de 1193 amb el rei Felip II de França, vidu de la seva primera esposa Isabel d'Hainaut. D'aquest matrimoni no tingueren fills.

## El problema amb Felip II
En virtut d'una aliança entre Dinamarca i França contra Anglaterra Felip II va casar-se amb Ingeborg. La mateixa nit de noces el rei hauria sentit una aversió terrible cap a la seva esposa, tot i la seva bellesa, per la qual cosa la va repudiar immediatament.
Felip II apel·là al papa per l'anul·lació del matrimoni al·legant la no consumació. Però Ingeborg va assegurar que sí s'havia consumat i per això la Santa Seu no va concedir la dissolució. Felip II immediatament va tancar-la en un castell a Etampes i es va casar de nou el 1996 amb Agnès de Merània, amb qui va tenir dos fills. Per la mediació del rei de Dinamarca Canut VI Ingeborg va passar a residir en un convent.
El nou casament del rei francès pretenia assegurar-se la successió al regne, ja que tan sols tenia un únic fill del seu primer matrimoni. Aquest casament però va comportar que el Papa Innocenci III declarés invàlid aquest casament i reconeixia Ingeborg com esposa legal del rei francès. El Sant Pare va ordenar al rei repudiar la seva tercera esposa i tornar amb la segona. Quan Felip August no ho feu, el Papa va posar França sota un interdicte el 1199. No va ser fins al 7 de desembre del 1200 que va aixecar l'interdicte pel nou repudiament de Felip August a la seva tercera esposa. Per les pressions del papa i de Valdemar II de Dinamarca, germà d'Ingeborg i nou rei de Dinamarca, Felip II August finalment va tornar a acceptar Ingeborg a la Cort francesa el 1213 tot i que no van reprendre la vida conjugal.
Es va retirar a Orleans i posteriorment a Corbeil on va morir el 29 de juliol de 1236. En el seu testament demanà ser enterrada a la catedral de Saint-Denis però Lluís IX de França ho refusà, en consideració del seu avi Felip II, i fou enterrada a St.Jean-sur-l'Isle de Corbeil.
En alguns santorals i calendaris, apareix com a venerable de l'Església Catòlica.